# آنزیم شاخه‌شکن گلیکوژن

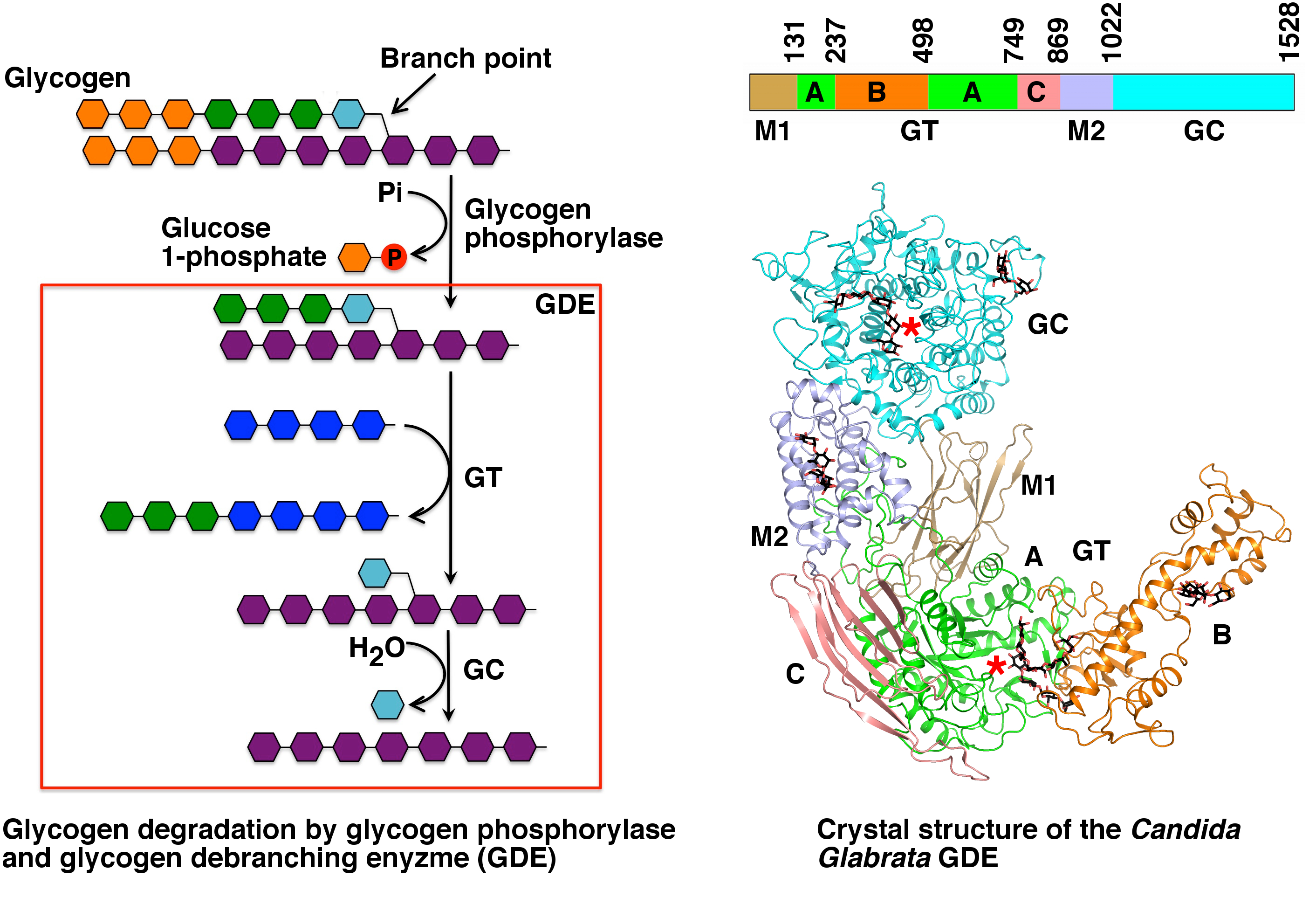
عملکرد و ساختمان آنزیم شاخه‌شکن گلیکوژن در یوکاریوتها

آنزیم شاخه‌شکن گلیکوژن (انگلیسی: Glycogen debranching enzyme) که اغلب به اختصار با نام آنزیم شاخه‌شکن شناخته می‌شود، آنزیمی است که کارش تسهیل هضم و تجزیهٔ گلیکوژن است. گلیکوژن منبع ذخیرهٔ قند در بدن انسان توسط فعالیت‌های آنزیمی گلیکوزیل ترانسفراز و گلیکوزیداز است.
آنزیم شاخه‌شکن گلیکوژن در کنار فسفوریلازها، مولکول گلیکوژن را در کبد و ماهیچه‌ها می‌شکنند و گلوکز آزاد می‌کنند که یکی از مهم‌ترین منابع تأمین انرژی در بدن بسیاری از موجودات است.
در بدن انسان، روند شکسته‌شدن گلیکوژن تحت کنترل شدید و جدی است (به‌ویژه در کبد) و هورمون‌های مختلفی همچون انسولین و گلوکاگون در تنظیم تعادل قند خون نقش دارند.
در اثر هرگونه جهش در ژنِ سازندهٔ آنزیم شاخه‌شکن گلیکوژن، بیماری‌های متابولیک مختلفی همچون گلیکوژنوز نوع سه (بیماری کوری-فوربس) رخ خواهد داد.
در پستانداران، مخمر و برخی از باکتریها، کارهای گلیکوزیل ترانسفراز و گلیکوزیداز، توسط یک آنزیمِ واحد انجام می‌شود؛ اما در اشریشیا کلی دو آنزیم متفاوت برای این دو وجود دارد که نام‌گذاری را دچار پیچیدگی می‌کند. با آنکه، آنزیم‌هایی که این دو کار را می‌کنند به آنزیم‌های شاخه‌شکن معروفند، اما منابع علمی، معمولاً عبارت «آنزیم شاخه‌شکن» را برای گلیکوزیدازها بکار می‌برند.